# Louis Pierre Vieillot
Louis Pierre Vieillot (Yvetot, 10 de maig de 1748 - Ruan, 1831) va ser un ornitòleg francès.
Vieillot va descriure un gran nombre d'aus, sobretot aquelles que va trobar durant el temps que va passar a les Índies Occidentals (Centreamèrica) i Amèrica del Nord. Va establir 26 gèneres i va ser un dels primers ornitòlegs que va estudiar els canvis en el plomatge en els ocells vius.
Vieillot va néixer a Yvetot, tenia un negoci a l'illa del Carib de Santo Domingo, (Haití), però va ser obligat a fugir als Estats Units durant la Revolució francesa. Allí, durant el seu temps lliure va començar estudiant els ocells del país, i material reunit pel seu Histoire naturelle des oiseaux del l'Amérique Septentrionale (1808).
Va tornar a França el 1800 (o 1801), on va obtenir un lloc com escriptor al Bulletin des Lois. Va continuar escrivint la Histoire naturelle et générale des colibrís productors, el oiseaux-mouches, el promerops de et de jacamars (1802) amb les il·lustracions del seu amic Jean Baptiste Audebert, va seguir amb la Histoire naturelle des plus beaux oiseaux chanteurs de la zone torride (1806).
Al llibre Analyse d'une nouvelle Ornithologie Elémentaire (1816), Vieillot va partir del seu sistema de classificació ornitològica que va continuar en les seves contribucions al Nouveau el d'Histoire de Dictionaire Naturelle (1816-19). El 1820, Vieillot va emprendre la continuació del Quadre encyclopédique et méthodique, començat per Pierre Joseph Bonnaterre en 1790. Va seguir i va escriure la Ornithologie Française (1823-30).
Es creu que va morir en la més absoluta pobresa a Ruan el 1831.

## Algunes publicacions
- Histoire naturelle des plus beaux oiseaux chanteurs de la zone torride. Dufour, Paris 1805
- Histoire naturelle des oiseaux de l'Amérique septentrionale. Desray, Paris 1807-1808
- Analyse d'une nouvelle ornithologie élémentaire. d'Éterville, Paris 1816
- Mémoire pour servir à l'histoire des oiseaux d'Europe. Turín 1816
- Ornithologie. Lanoe, París 1818
- Faune française ou Histoire naturelle, générale et particulière des animaux qui se trouvent en France. Le Vrault & Rapet, París, Estrasburgo, Bruselas, 1820-1830
- La galerie des oiseaux du cabinet d'histoire naturelle du jardin du roi. Aillard & Constant-Chantpie, Paris 1822-1825
- Ornithologie française ou Histoire naturelle, générale et particulière des oiseaux de France. Pelicier, Paris 1830

## Epònims
El nom de Vieillot es commemora en els nom específics de moltes aus, com el Barbet de Vieillot (Lybius vieilloti) i els cucuts de Puerto Rico (Saurothera vieilloti).
- Oehser, Paul H. «Louis Jean Pierre Vieillot (1748 - 1831». Arxivat de l'original el 2012-07-16. [Consulta: 5 octubre 2014].